# البهائية في بوسطن الكبرى
شهدت الديانة البهائية في منطقة بوسطن الكبرى ‏، وهي منطقة إحصائية مشتركة ‏، لمحات عن هذا الدين في القرن التاسع عشر، حيث نشأت أول جماعة دينية لها في مطلع القرن. وقد تبع ذلك تقارير صحفية مبكرة عن الأحداث، وأوراق بحثية عن الديانة البابية السابقة كتبها الدكتور القس أوستن إتش رايت، وتم التبرع بالمواد، ثم فقدها، ثم بدأ علماء آخرون في الكتابة عن هذه الديانة. بدأ المجتمع في الاندماج بالقرب من غرين أكر، الذي أسسته سارة فارمر، التي تبنت الدين علنًا منذ عام 1901. ومنذ ذلك الحين، أصبحت المؤسسة مرتبطة بشكل تدريجي بالبهائيين–وهو المكان الذي يأتي إليه كل من السكان المحليين والأشخاص من بعيد لتعلم الدين، والذين تولوا رسميًا السيطرة على المصلحة منذ عام 1913. وسرعان ما برز قادة ارتقوا إلى الصدارة الوطنية بمستوى وطني من التنظيم بعد أن سافر عبد البهاء، رئيس الدين آنذاك، عبر المنطقة لمدة 40 يومًا تقريبًا وعبر الولايات المتحدة لمدة 239 يومًا تقريبًا. وكان من أبرز هؤلاء الأشخاص هارلان أوبر، وويليام هنري راندال، وألفريد إي. لانت، الذين خدموا في فعاليات في منطقة بوسطن، ومجالس غرين أكر، والمؤسسات الوطنية للدين. بالإضافة إلى الزعماء الوطنيين في الدين، انضم عدد من الأفراد البارزين إلى الدين وأصبحوا مرئيين بشكل متزايد–مثل أوربان ليدوكس، وسادي وماربي أوجليسبي، وجيمس فرديناند مورتون جونيور، ونانسي بوديتش، وجاي مورشي. انتقل المجتمع من البداية إلى استضافة اجتماعات عامة لدعم الوجود بشكل منهجي في مركز في بوسطن مع الخدمات والعروض التقديمية حول الدين بالإضافة إلى مجتمع متكامل عنصريًا منذ عام 1935. بدءًا من خمسينيات القرن العشرين وحتى ستينياته، كان هناك اعتراف أوسع بالبهائيين أنفسهم. في بعض الأحيان كان ذلك يأخذ شكل الإشارة إلى الاضطهاد الذي تعرضوا له في المغرب ثم إيران، وفي أحيان أخرى كان يأخذ شكل الإشارة إلى الحفلات الموسيقية والمعارض المحلية التي شاركوا فيها. إن المجتمع الحديث، على الرغم من أنه يشكل جزءًا صغيرًا من السكان على نطاق أوسع، موجود في بعض التجمعات والمناطق الضيقة في جميع أنحاء منطقة بوسطن الكبرى. على مدى العقدين الماضيين، كانت تسعى بشكل منهجي إلى تنفيذ برامج أنشطة بناء المجتمع المحلي من خلال حلقات الدراسة، وفصول الأطفال، ومجموعات الشباب الصغار، والاجتماعات التعبدية بين أنشطة ومراسم الدين.

## الأوائل

### ذكر فترة البابيين
أول ذكر يتعلق بتاريخ الدين البهائي المعروف في ماساتشوستس يتعلق بأخبار البابية في بلاد فارس القاجارية، والتي يعتبرها البهائيون بمثابة مقدمة مباشرة تشبه العلاقة بين يوحنا المعمدان ويسوع. كانت هذه مقالة صحفية نُشرت في صحيفة بوسطن كورير في 29 ديسمبر 1845، تتحدث عن أحداث شهر يونيو السابق. إنه صدى للمقال الأصلي المنشور في صحيفة لندن تايمز في الأول من نوفمبر عام 1845. تم تكرار هذا الذكر من بوسطن في يناير 1846 في نسخة بوسطن المسائية، وشاهد مسيحي ومدافع عن الكنيسة، وفي فبراير في المجلة المسيحية من إكستر، نيو هامبشاير، ثم مرة أخرى في وقت لاحق في يونيو 1847. في السجلات البهائية ورد هذا الحدث في كتاب مطلع الفجر بعد وصول القدوس إلى شيراز بعد الحج الذي قام به الباب. كانت الإشارة الصحفية التالية إلى أحداث هذه الفترة في نوفمبر 1850، صدى لمقالات صحفية في وقت مبكر من شهر يوليو السابق.

#### أوستن رايت
كانت «الورقة» الأولى عن أحداث هذه الفترة عبارة عن رسالة مكتوبة إلى الجمعية الشرقية الأمريكية التي كانت تعقد اجتماعها في بوسطن، وكانت مكتبة المواد موجودة في أثينيوم بوسطن ‏. نُشرت الرسالة في الأصل كجزء من محاضر الجمعية في مجلة العالم الأدبي بتاريخ 14 يونيو 1851، كمدخلة بدون عنوان، أول اقتباس منها هو «ملاحظة لشخصية فريدة، لعبت لسنوات عديدة دورًا بارزًا على مسرح الحياة الفارسية» بتاريخ 10 فبراير 1851، بقلم الدكتور القس أوستن إتش رايت. تعتبر هذه الورقة الأولى التي تقدم وصفًا للبابية، على الرغم من أنها تحتوي على أخطاء نموذجية في تلك الفترة. انظر أيضًا يوسيفوس عن يسوع. وقد نُشرت لاحقًا أيضًا في إحدى صحف فيرمونت في 26 يونيو 1851، وتم نشر ترجمة لها في إحدى الصحف الألمانية. كان رايت، والد لوسي مايرز رايت ميتشل وجون هنري رايت، مبشرًا طبيًا من نيو إنجلاند إلى بلاد فارس بين المسيحيين النساطرة.
وتابع رايت برسالة أخرى بعنوان «فصل قصير في تاريخ البابية في بلاد فارس» موجهة إلى الجمعية، ونُشرت في مايو 1853. على الرغم من ذكر التبرعات المقدمة للجمعية في الورقة الأولى، إلا أنها لم يتم إدراجها في الفهرس الفعلي، ومع ذلك تم الإشارة إلى تبرع آخر في عام 1856 عندما تم إرسال مجموعة أخرى. تم الاحتفاظ بمكتبة المواد الخاصة بتلك الفترة في البداية تحت إشراف تشارلز فولسوم في متحف بوسطن أثينيوم حتى عام 1855، ثم تم نقل المواد إلى نيو هافين وتم قبولها في جامعة ييل في يوليو. تم توزيع المجموعة ثم إعادة تجميعها وتطهيرها وتنظيمها في عام 1905 بواسطة هانز أورتيل. بحلول عام 1930، كانت النصوص الوحيدة المتعلقة بالبابية في المجموعة عبارة عن أعمال لاحقة تم جمعها بواسطة إي جي براون.
توفي رايت في ما كان يسمى آنذاك أرومية، في بلاد قاجار الفارسية، في 14 يناير 1865.

#### ستيفن جرينليف بولفينش
كتب ستيفن جرينليف بولفينش ‏ من بوسطن عن هذا الدين متبعًا عمل الفرنسي إرنست رينان الذي كتب كتاب أصول المسيحية: الرسل في عام 1866. كان بولفينش وزيرًا وحدويًا منذ عام 1830 ولكنه استقال حوالي عام 1860 عندما قبل عقيدة الثالوث. على مدار نحو 11 صفحة، أجرى بولفينش مقارنات بين الباب ويسوع، وكانت معظمها إيجابية، على الرغم من أنه وصف الدين أيضًا بأنه «وهم».
وهو يصف فحص المحكمة لادعاءات الباب كما يصف فحص يسوع (مما يوحي بأن الرواية ربما تكون قد تم نسخها في الواقع)، ثم يواصل بعد فترة:
من جوانب عديدة، يُظهر تاريخ ميرزا علي محمد، الملقب بالباب، تشابهًا مذهلًا مع تاريخ المخلص. فرغم ادعائه النسب إلى ملك نبي قديم، إلا أنه، مثل عيسى، وُلد في منزلة متواضعة؛ ومع ذلك، اعتبره أتباعه سيدًا لأمته وللبشرية، الذين تنبأ بمجيئه منذ زمن بعيد وتوقعوه بفارغ الصبر. وبعد أن عاش حياةً طاهرة، وتفوّه بكلمات الحكمة، أُعدم على يد عدائية حكومته، وعلى أيدي جنود أجانب؛ وقبل إعدامه، أنكره بعض أبرز أتباعه؛ بل إن الازدراء الذي أُجبروا على معاملته به كان هو نفسه الذي استُخدم تجاه المخلص في قاعة رئيس الكهنة.
إنه لشرف عظيم لمعلم حكمة أن يحمل في تاريخه تشابهًا مع تاريخ المخلص، ونحن نميل إلى الاعتقاد بأن ميرزا علي محمد كان جديرًا بهذا التميز. ولكن لا يمكننا أن ننسى أن المطالبة كانت له، أنه كان "بوابة الحقيقة، وإمام الإسلام"، وموضوع النبوة القديمة، وصانع المعجزات الحالية، والمالك المقدر للإمبراطورية العالمية ...

#### جيمس ت. بيكسبي
على الرغم من أنه كان قسًا وحدويًا ولد وتلقى تعليمه وعمل كثيرًا في ماساتشوستس في وقت لاحق عن الفترة البابية، فقد كتب جيمس تومسون بيكسبي عن الدين في عام 1897 وأنشأ مجلة طلابية في كلية بوسطن أثناء قيامه بذلك. كما ألقى محاضرة لاحقة عن الدين في عام 1901 في غرين أكر. كما وجه بيكسبي اهتمامه أيضًا إلى الفترة البهائية. نشر مقالاً عن الدين في أغسطس 1912 في مجلة مراجعة أمريكا الشمالية، بعد أن عرضه على البهائيين لمراجعته. واعتراضًا على ذلك، تم ترتيب مقابلة مع عبد البهاء في أبريل 1912 ونشرت في مجلة نجم الغرب في أغسطس أيضًا.

### بدايات الفترة البهائية
على الرغم من أن الديانة تأسست في الولايات المتحدة قبل عام 1900، إلا أنه بحلول ذلك الوقت لم يكن هناك أكثر من اثني عشر بهائيًا في نيو إنجلاند. وبالمقارنة بالنمو المبكر في أماكن أخرى، والنمو الهائل في ولاية كارولينا الجنوبية بعد عقود من الزمان، كانت المنطقة تتمتع باهتمامات قليلة نسبيًا في الألفية الجديدة–انظر الصحوة الكبرى الثانية والثالثة ومنطقة المحروقة ‏. ومع ذلك، فإن الأفراد من منطقة بوسطن الكبرى ‏، أو الذين تلقوا تعليمهم فيها، أو عاشوا حياتهم فيها كانوا من بين أوائل البهائيين في الولايات المتحدة. في الوقت نفسه، ربما كانت هناك بعض المراجعات التي كانت حسنة النية، وإن كانت غير دقيقة، أو حتى آراء مضللة حول وجهات النظر البابية/البهائية، والتي أُجريت في وقت مبكر من عام 1900.
ولد ثورنتون تشيس (22 فبراير 1847 – 30 سبتمبر 1912) في سبرينغفيلد، ماساتشوستس وكان رجل أعمال وكاتبًا أمريكيًا ؛ وكان يُعرف عمومًا بأنه أول من اعتنق الديانة البهائية من أصول غربية. خلال حياته، قام بتنظيم العديد من الأنشطة البهائية في شيكاغو ولوس أنجلوس ويعتبر بهائيًا بارزًا.
في عام 1895، ربما كانت كيت إيفز، المولودة كوان، من أورليانز، ماساتشوستس، أول امرأة ولدت في الولايات المتحدة تقبل الدين البهائي،:p.3 وكان أول بهائي ينتقل إلى بوسطن في عام 1899.

#### سارة فارمر، غرين أكر وأول مجتمع بهائي في بوسطن
تأسست مدرسة غرين أكر البهائية في إليوت بولاية مين، على الحافة الشمالية لمدينة بوسطن الكبرى لتصبح مركزًا تعليميًا مهمًا للبهائيين وغير البهائيين في بوسطن الكبرى وفي جميع أنحاء الولايات المتحدة. كانت ماريا بي ويلسون برفقة سارة فارمر في رحلة إلى الخارج عندما تعرفتا على الدين في عام 1900 من جوزفين لوك وإليزابيث كنودسون. ارتبطت فارمر علنًا بالدين في يونيو 1901 بعد أن وجدت الحقيقة في مختلف الأديان والجماعات شبه الدينية. ولكن فيما يتعلق بالدين البهائي، فقد تم شرحه، «... لقد وجدت الإيمان المشترك الذي قد تتحد فيه جميع النفوس المتدينة وتكون حرة في نفس الوقت.» ثم أُعلن أن غرين أكر ستكون مكانًا لتعلم الدين، بالتوازي مع الفصول الأخرى التي تم إنشاؤها بالفعل، ولكن مجانًا. كان ميرزا أبو الفضل، من بين أكثر البهائيين تدريبًا علميًا في ذلك الوقت، هناك. وصل علي كولي خان، ليعمل مترجمًا له، إلى الولايات المتحدة في يونيو. كان أبو الفضل قد رافق أنطون حداد، أول بهائي يعيش في الولايات المتحدة، في رحلة عودته إلى أمريكا. وقد أرسلهم رئيس الدين آنذاك، عبد البهاء. كانت البهائية الشهيرة لاحقًا أغنيس بالدوين الكسندر هناك أيضًا. بدأت أخبار مجتمع منطقة بوسطن في الظهور في الصحف. كان في هذه الفصول مع أبو الفضل تعتبر ماري هانفورد فورد قد انضمت إلى الدين. انتقلت فورد إلى منطقة بوسطن لبضع سنوات. لم تكن هذه هي المرة الأولى لها في بوسطن. هي وعلي كولي خان وعائلة بريد، الذين عرّفتهم على الدين، سرعان ما نشطوا كمجتمع في منطقة بوسطن. بحلول ديسمبر 1901، عرف البهائيون في شيكاغو أنها بهائية وتعمل مع سارة فارمر في مشاريع. شوهدت فورد في بوسطن في نوفمبر 1903 وهي تُلقي محاضرة عن «الكأس المقدسة»، كما سُجلت أنباء عن سوء معاملة البابيين/البهائيين في بلاد فارس في أغسطس 1903. سرعان ما برزت خان وهي تعيش في بوسطن عام 1904، وتزوجت خان من فلورنس بريد، وهي بهائية من بوسطن، عام 1904. كانت أليس آيفز بريد، والدة فلورنس، من بافيليون، إلينوي، المولودة في 15 يناير 1853، من الشخصيات الاجتماعية الرائدة في مجال العمل الخيري في المنطقة. وسوف يعود فورد لإلقاء محاضرة بعد عقد من الزمان.
ومن البهائيين الآخرين الذين تم ذكرهم في تلك الفترة: كان أوسكار إس. جرينليف أول بهائي في سبرينغفيلد، ماساتشوستس، وهنري جودال، وماريا بي ويلسون، اللذين انتقلا بعد فترة وجيزة إلى بوسطن، ماساتشوستس في عام 1902. المغنية المحترفة ماري لوكاس التي ذهبت في رحلة حج بهائية مع ناثان فيتزجيرالد في يناير وفبراير 1905 والتقت بعبد البهاء، رئيس الدين آنذاك. التحق ألبرت روس فاييل من نبراسكا/إلينوي بمدرسة هارفارد اللاهوتية، وهي مركز تدريب الوحدويين، لمدة ثلاث سنوات. درس فاييل مع ويليام جيمس الفلسفة البراجماتية. في عام 1906، عمل رئيسًا لمجموعة الطلاب الوحدويين وكذلك نادي الوحدويين في مدرسة هارفارد اللاهوتية في سنته الأخيرة هناك. من غير المعروف ما إذا كان على علم بظهور علي كولي خان [الإنجليزية] في هارفارد كضيف لجيمس في عام 1905، لكنه انتقل إلى أوربانا، إلينوي وخدم جماعة وحدوية بالقرب من جامعة إلينوي في أوربانا-شامبين، ووصل في سبتمبر 1906. أول اتصال معروف مع البهائيين كان عندما استضافت مجموعة فايل «أمير الله فريد»، الذي كان مدرجًا كطالب في كلية الطب بالجامعة، والذي تحدث في 28 أبريل 1907. قام فريد بتوزيع بعض الصلوات المطبوعة المبكرة والتي كانت مرئية في بوسطن وكان بمثابة أحد مترجمي عبد البهاء في عام 1912.

## تنامي المجتمع
بعد زواجها عام 1904، ألقت خان محاضرة في منزل أليس آيفز بريد في كامبريدج، ماساتشوستس. وبحلول عام 1905، تم تأسيس اجتماعات بهائية منتظمة في بوسطن، سواء في المنازل أو في الأماكن العامة. كانت خان مرئية في اجتماع نادي السيدات في مارس 1905 في قاعة سيوال. بدأت الأخبار في تسليط الضوء على البهائيين في عام 1909. نشرت ماري لوكاس تقريرًا عن رحلتها الحجية في عام 1909. كانت لوكاس مرئية في المناسبات البهائية العرضية حتى وفاتها في عام 1934.

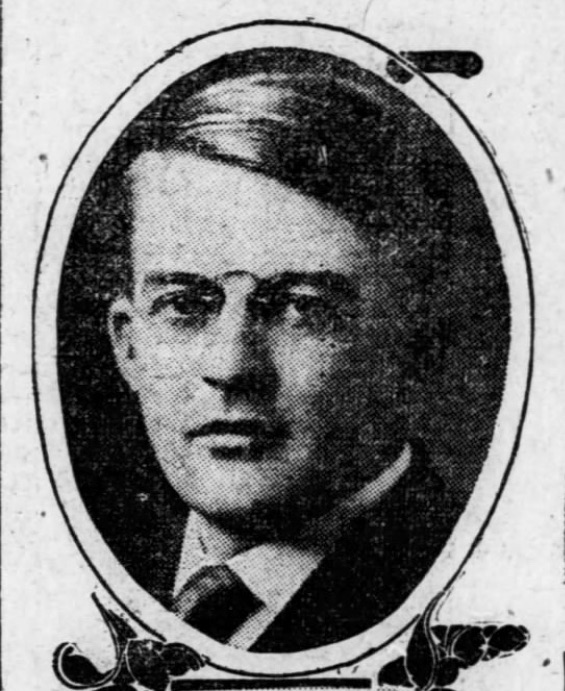
ألفريد إي. لونت (1910)

كان هارلان أوبر وألفريد إي. لانت من سكان بوسطن الذين انضموا إلى الدين في صيف عام 1905 في غرين أكر حيث تعلم أوبر الدين أولاً من خلال أليس باكتون ‏، ثم تعلم لانت الدين من أوبر. كان أوبر يعمل في مجال الشحن. كان أوبر ولانت من القادة السياسيين للحزب الجمهوري في الجامعات، في عصر نظام الحزب الرابع المعروف أيضًا باسم العصر التقدمي. عاش والدا أوبر في بيفرلي، ماساتشوستس، وكان لونت خريج كلية الحقوق بجامعة هارفارد. صورة لونت

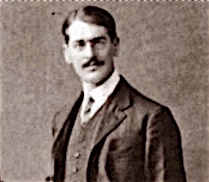
هارلان أوبر في عام 1907

في صيف عام 1906، علم ستانوود كوب عن الدين من خلال سلسلة من المقالات في صحيفة بوسطن ترانسكريبت وذهب إلى غرين أكر لمعرفة المزيد عن الدين. أجرى محادثات متتالية مع سارة فارمر وماري لوكاس. وكان ثورنتون تشيس حاضرًا أيضًا لإلقاء سلسلة من المحاضرات. وفي تلك المناسبة انضم كوب إلى الدين.
بحلول شتاء عام 1906، انضم لويس بورجوا، المهندس المعماري لدار العبادة البهائية في ويلميت، إلينوي، وزوجته إلى الدين بعد أن «ارتبطا بالدين البهائي من خلال ماري واتسون وماري هانفورد فورد». ذهب خان وعائلته في رحلة حج بهائية في عام 1906.

حوالي أوائل عام 1907 أو أواخر عام 1906، ذهب أوبر في رحلة حج بهائية وطُلب منه الذهاب مع هوبر هاريس في رحلة إلى الهند لنشر الدين، وهو جهد لوحظ أنه استمر «... ما لا يقل عن سبعة أشهر، في الهند وبورما، زار بومباي وبونا ولاهور وكلكتا ورانغون وماندالاي». كان توجيه عبد البهاء لهم بمثابة سلوك مختلف تمامًا عن المبشرين المسيحيين. عاد أوبر وكان مرئيًا في غرين أكر في أواخر صيف عام 1907. ذهب أوبر في رحلة حج ثانية في مايو 1909 مع عائلة ماكنوت وآخرين. تأتي إحدى النكات المبكرة في تاريخ الدين من أوبر حول ما إذا كان ذاهبًا إلى الهند أو أمريكا...
في أحد الأيام في الأرض المقدسة، أخبر عبد البهاء هارلان أوبر، وهو بهائي أمريكي، أنه سيذهب إلى الهند. سافر هارلان أوبر بالفعل في رحلات طويلة لخدمة الدين، لكنه لم يكن يرغب في تلك الرحلة آنذاك. بعد أيام قليلة، نصحه عبد البهاء بالذهاب إلى أمريكا. قال أوبر: «لكن يا سيدي، ظننت أنني ذاهب إلى الهند». أجاب عبد البهاء: «وكذلك كريستوفر كولومبوس».
واصل لونت نشاطه في السياسة الجمهورية في عام 1908 وكان مرئيًا في غرين أكر في عام 1909.
عاد الخان وأصبح مرئيًا في بوسطن بحلول عام 1908. في ذلك العام، تم انتخاب أول مجلس إدارة بهائي، وهو المجلس الذي سبق أول جمعية روحية محلية في بوسطن. أرسل المجتمع مندوبًا إلى المؤتمر الوطني الأول في عام 1909، وتم تسجيل وجود المجتمع في مجلة وطنية. عُقد أول اجتماع معروف في مكان اجتماع عام في 7 نوفمبر 1909. وكان الحاضرون هم: هارييت سبراج، ليلي أوستبورج، فرانسيس جودار، هيلين كامبل، فرانسيس هاردينج، أنيس رايدآوت، جوليا كولفر، رافي إسفاهاني، ألثيا دور، جورج أوستبورج، ماريا ب. ويلسون، أليس إيفز بريد. في 24 مارس 1910، تألفت الجمعية من: الضباط هارلان أوبر، جريس روبرتس، جوليا كولفر، جورج أوستبرج، والأعضاء السيدة إتش سبراج؛ والسيدة إف جودارد، وأليس إيفز بريد، وهيلين كامبل، والسيدة إي فليز. ومن بين المتحدثين البارزين في الفعاليات التي أقيمت في مجتمع بوسطن ستانوود كوب، ولوا غيتسينغر، وإيدنا ماكينلي.
ثم تم تعيين خان قائما بالأعمال الإيراني في واشنطن العاصمة في عام 1910.
في عام 1911، كان لونت ظاهرًا كمحامٍ في بيفرلي، ماساتشوستس، وعضوًا في المجلس التنفيذي الوطني للبهائيين، وشارك في احتفالات النوروز البهائية في بوسطن مع الضيوف.
كانت فاني فيرن أندروز من بوسطن نائبة الرئيس الثانية للجمعية التعليمية الفارسية في عام 1912 وكانت لها علاقات قوية بالدين.

### عبد البهاء في المنطقة

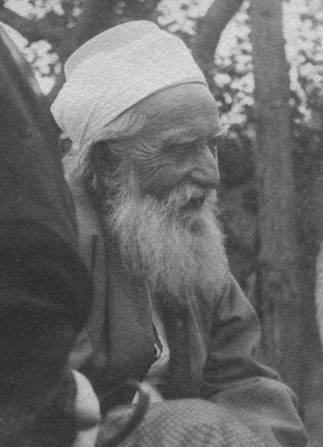
عبد البهاء أثناء رحلته إلى الولايات المتحدة

شرع عبد البهاء، رئيس الدين آنذاك، في رحلات إلى الغرب بعد إطلاق سراحه من السجن وكان من المتوقع أن يأتي إلى بوسطن.

#### الوصول إلى الولايات المتحدة
قبل وصوله إلى بوسطن، في 23 أبريل 1912، حضر عبد البهاء العديد من الفعاليات. كان أحد هذه الأحداث حفل استقبال في واشنطن العاصمة أقامه القائم بالأعمال الفارسي علي كولي خان والسفير التركي؛ وفي هذا الحفل، قام عبد البهاء بتغيير أسماء الأماكن بحيث جلس الأمريكي الأفريقي الوحيد الحاضر، لويس جي جريجوري، على رأس الطاولة بجواره، وهو حدث كان ملحوظًا للغاية في ذلك الوقت ومنذ ذلك الحين. إحدى الروايات المبكرة لقصة هذا الحدث رواها هارلان أوبر.
سأل مراسلو الصحف في بوسطن عبد البهاء عن سبب مجيئه إلى أمريكا، فأجاب بأنه جاء للمشاركة في مؤتمرات السلام وأن مجرد إرسال رسائل تحذيرية لا يكفي. تم نشر ملخص كامل للدين في صحيفة نيويورك تايمز. تم نشر كتيب عن الدين في أواخر شهر أبريل في بوسطن.

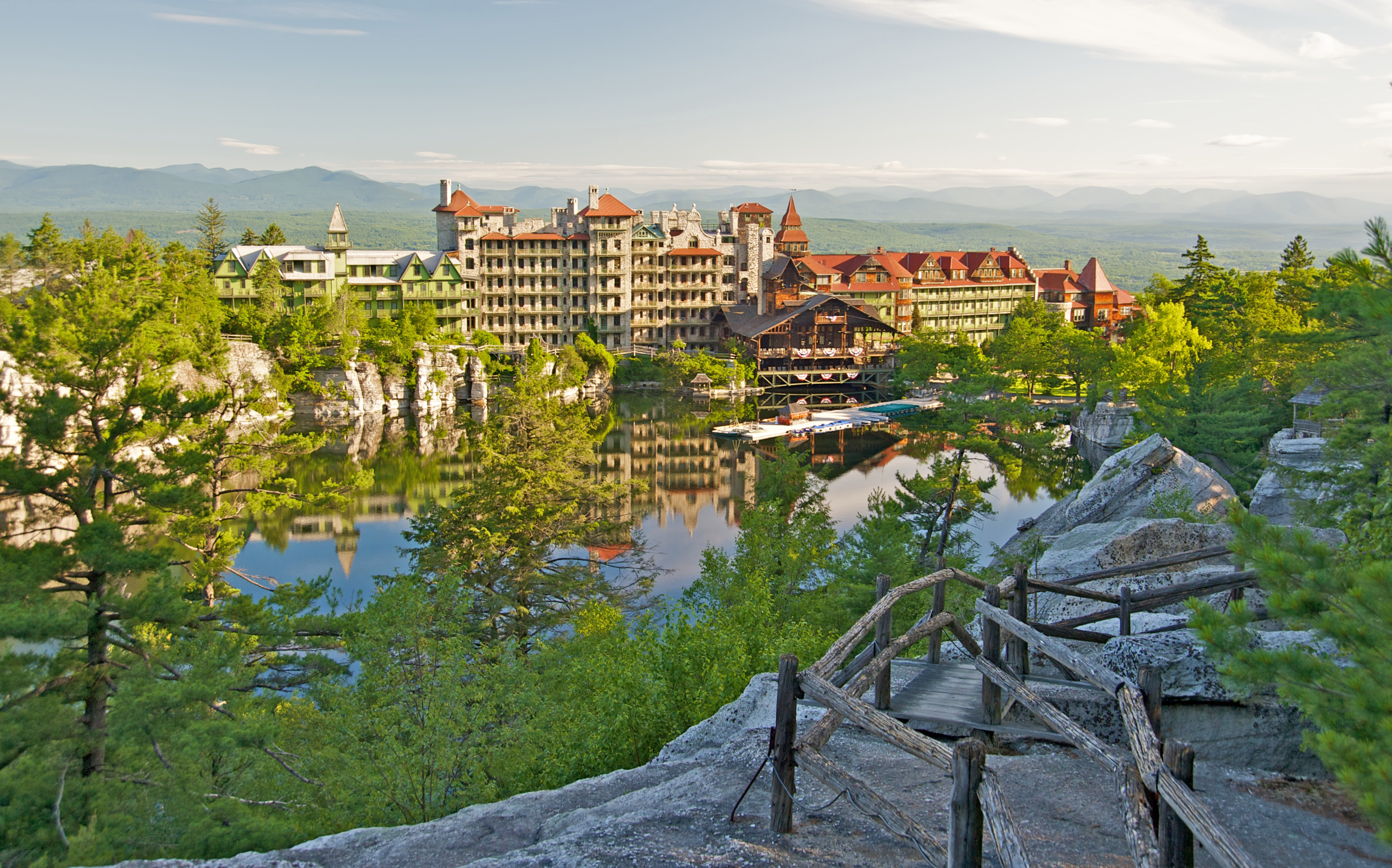
موهونك ماونتن هاوس، فندق فرعي يقع على سلسلة جبال شاوانجونك

في 14 مايو، ذهب عبد البهاء إلى شمال ولاية نيويورك إلى بحيرة موهونك ‏ لإلقاء كلمة في مؤتمر بحيرة موهونك للتحكيم الدولي ‏ وأقام في منزل موهونك الجبلي ‏.
تم تغطية حديثه في العديد من المنشورات بما في ذلك واحدة من بوسطن، وبدأت
عندما نتأمل التاريخ، نجد أن الحضارة تتقدم، لكن في هذا القرن لا يُقارن تقدمها بالقرون الماضية. إنه قرن النور والخير. في الماضي، ترسخت وحدة الوطنية ووحدة الأمم والأديان؛ أما في هذا القرن، فتتعزز وحدة عالم الإنسانية؛ لذا فإن هذا القرن أعظم من سابقه.
تزوج هارلان أوبر وجريس روبرتس (اللذان تعلما عن الدين من لوا غيتسينغر ) في يوليو 1912 بحضور عبد البهاء. عملت جريس كمدبرة منزل ومضيفة لعبد البهاء أثناء رحلاته في أمريكا.

#### الزيارة الأولى إلى بوسطن
غادر عبد البهاء مدينة نيويورك في الثاني والعشرين من شهر مايو متوجهاً إلى بوسطن حيث سيبقى هناك لمدة أربعة أيام. وفي مساء يوم وصوله، ألقى كلمة في مؤتمر الوحدويين، ثم واصل حديثه. وكان هناك جمهور يبلغ عدده حوالي ثلاثة آلاف شخص بما في ذلك مئات من الوزراء الوحدويين. في الثالث والعشرين من الشهر، زار وكالة إغاثة يونانية سورية، وحضر اجتماعًا خاصًا في جامعة ووستر، ماساتشوستس، وأقيم حفل بمناسبة عيد ميلاده تحدث خلاله عن أهمية الباب، على الرغم من أنه أعرب أيضًا عن أسفه لأن الكعكة، التي كانت تحتوي على أعلام الولايات المتحدة وبلاد فارس والمملكة المتحدة، لم تكن كبيرة بما يكفي لاحتواء أعلام جميع البلدان. في الرابع والعشرين من الشهر، التقى بأفراد، وألقى محاضرة أمام بعض الوحدويين، وآخر في بروكلين، ثم ألقى محاضرة في منزل أحد البهائيين. وفي الخامس والعشرين من الشهر، التقى بالأفراد. وفي وقت ما خلال هذه الزيارة وقعت الحادثة التي قام فيها ويليام راندال بتسليم عصير العنب لعبد البهاء.

#### الزيارة الثانية لبوسطن
وصل عبد البهاء إلى بوسطن للمرة الثانية في 23 يوليو، لكنه أرسل معظم حاشيته إلى دبلن، نيو هامبشاير. في ذلك المساء، خاطب جمهورًا في فندق، بالإضافة إلى جمهور آخر في منزل عائلة بريدز. في الرابع والعشرين، تحدث مع زوار أفراد، وألقى محاضرة أمام أحد النوادي. لحق به بعض أعضاء النادي بعد تلك المحاضرة، وعند عودته، كان هناك أيضًا طابور من الناس في انتظاره في الفندق ذلك المساء. كما تحدث إلى جمعية بوسطن الثيوصوفية. في الخامس والعشرين، التقى بأفراد قبل مغادرته إلى دبلن.

#### دبلن، نيو هامبشاير
من 26 يوليو إلى 16 أغسطس، كان في دبلن. وكان يلتقي في كثير من الأحيان بأفراد ومجموعات صغيرة أو يقوم برحلات قصيرة لزيارة البهائيين القريبين ومعسكر للشباب. كما واصل المراسلات عبر الرسائل إلى مختلف أنحاء الولايات المتحدة وأوروبا. وفي أحد الأمسيات أعلن عن خطوبة لويس جي جريجوري ولويزا ماثيو وأذهل الحشد. وكان الشيوخ يستمعون بأبواق الأذن. ذات مرة أخذ حاشيته الفارسية جانبًا وتحدث مقارنًا بين أعياد الملوك التي كانت رائعة ولكن لم يكن هناك حماس أثناء وجودهم هناك، حيث كانوا يأكلون بشكل متواضع وفي ظروف صعبة، أو هكذا بدا الأمر، ولكن في كل مكان كان هناك حماس حقيقي للقلب. في 11 أغسطس، لوحظ أنه كان يتحدث إلى كنيسة وحدوية محلية بإجابات على أسئلة طويلة ومفصلة لدرجة أنه قيل إنه ربما كان يحفظ الإجابات مسبقًا. وقارن شوقه لرؤية الجمهور بشوق الرسل الذين سافروا بعيداً لرؤية الناس. ومن هناك، غادر إلى غرين أكر في 16 أغسطس.

#### غرين أكر

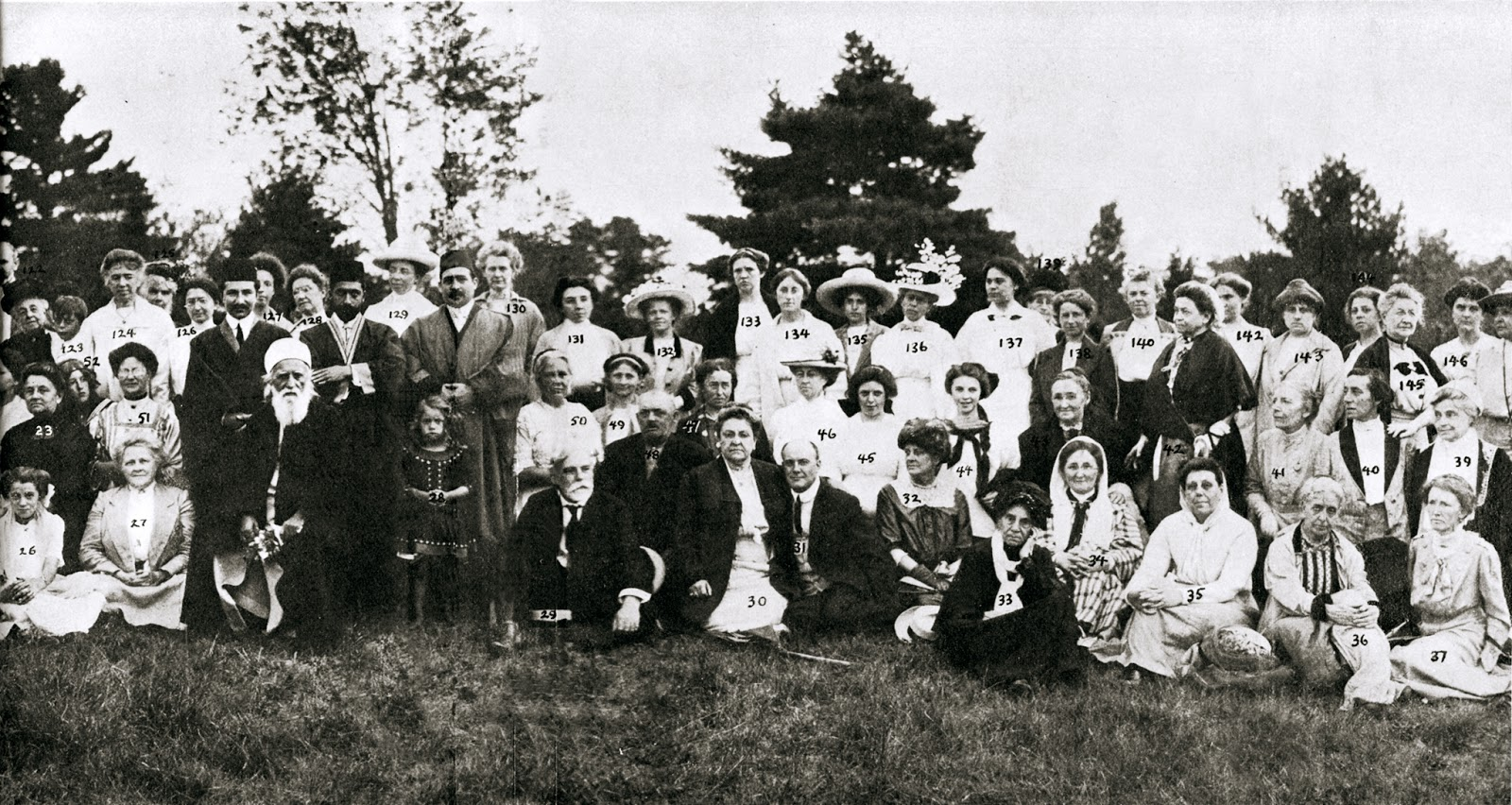
صورة لعبد البهاء أثناء زيارته لغرين أكر، الولايات المتحدة، عام 1912

ثم ذهب إلى إليوت، ماين من 16 إلى 23 أغسطس، حيث أقام في غرين أكر. وكان هناك حوالي خمسة أو ثمانمائة شخص هناك لسماع المحاضرة الأولى. كان الحديث يدور حول طرق معرفة الحقيقة–فقد أنكر المناهج الفردية مثل العقل المحض، والسلطة البسيطة، والإلهام الفردي، وما إلى ذلك، لكنه أكد:
«إن العبارة المقدمة إلى العقل مصحوبة بالأدلة التي يمكن للحواس أن تدرك أنها صحيحة، والتي يمكن للقوة العقلية قبولها، والتي تتفق مع السلطة التقليدية وتعتمد على دوافع القلب، يمكن الحكم عليها والاعتماد عليها على أنها صحيحة تمامًا، لأنها ثبتت واختُبرت بكل معايير الحكم ووجدت أنها كاملة».
نبذ بعض الحضور معتقداتهم السابقة بأن الإلهام حقيقة خالصة. وفي محاضرات أخرى، بكى بعض الحضور أثناء صلاته أو أغمي عليهم. ألقى محاضرة أمام مجموعة من فتيات مخيم على ضفاف النهر في 19 أغسطس/آب.
وصل فريد مورتنسن في 20 أغسطس. كان مورتنسن مجرمًا هرب من الاعتقال–وكان محاميه هو البهائي ألبرت هال من مينيسوتا والذي علم منه عن الدين. ركب مورتنسن القطارات من مينيابوليس إلى كليفلاند ثم إلى غرين أكر–كل ذلك عن طريق التنقل بين البضائع. وعندما تم تقديمه إلى حشد من الناس، شعر بالحرج من مظهره القذر، ثم قيل له أن يجلس وسط مجموعة من الناس يرتدون ملابس أنيقة وينتظر، ولكن سرعان ما عاد عبد البهاء وبدأ يتحدث عن كثب مع مورتنسن. وقد كشف استفساره عن كيفية سفر مورتيسن، وشعر مورتيسن باللطف من جانب عبد البهاء. وصل مورتيسن في يوم رتبه عبد البهاء ليكون عيدًا. في اليوم الأخير في غرين أكر، التقى بالأفراد وغادر في الثالث والعشرين.

#### مالدين، ماساتشوستس
كانت وجهته النهائية في نيو إنجلاند هي مالدين، ماساتشوستس، في منزل ماريا بي ويلسون، وهي في الأصل من بوسطن، حيث أقام من 23 إلى 29 أغسطس. في مالدين، تحدث إلى مجموعات مختلفة –حركة الفكر الجديد، ومجموعة حق المرأة في التصويت، ومجموعة الفكر الميتافيزيقي، ومجموعة ثيوصوفية. حضر أيضًا حفل زفاف كلارنس جونسون وروبي بريد، ابنة أليس بريد وشقيقة فلورنس بريد خان. رافق ألبرت فاييل ويليام إتش راندال في لقاء عبد البهاء هناك في أواخر أغسطس. وقد أشار فاييل لاحقًا إلى هذه النقطة باعتبارها نقطة محورية في حياته لكنه في البداية لم يعلق عليها علنًا. وقال لاحقا:
رافق ألبرت فايل ويليام هـ. راندال في لقاء عبد البهاء هناك في أواخر أغسطس. وقد أشار فايل لاحقًا إلى هذه النقطة باعتبارها نقطة تحول في حياته، لكنه في البداية لم يُعلّق عليها علنًا. ثم قال لاحقًا:
قبل ست سنوات التقيت بخادم الله عبد البهاء، عالمي الفكر، لامع النطق، نقي، مشع بالحب العالمي، مهيب بقوة روحه المقدسة، لدرجة أنني أصبحت مقتنعًا أنه وأبيه الكامل والمجيد، بهاء الله، كانا رسولي الله للنور والخلاص لعالمنا الحديث...
ثم غادر عبد البهاء إلى مونتريال، ووصل حوالي منتصف ليل 30 أغسطس 1912.

### آثار الزيارة
وقد برز عدد من الأفراد والمؤسسات بشكل أكبر بعد رحلات عبد البهاء عبر المنطقة.

#### ألبرت فايل
في يناير 1913، كان ألبرت فايل، وزيرًا توحيديًا آنذاك، يُبشر بالدين بوضوح، وكان مُدرجًا كمندوب في المؤتمر الوطني «لوحدة معبد البهائيين» عن جماعة البهائيين في أوربانا. وقد أفاد عن تطورات دراسة التعاليم البهائية في أوربانا، إلينوي، ويبدو أنه اقتبس من الكتابات البهائية قائلًا: «من اللافت للنظر أن نلاحظ كيف يبدو أن الروح تُمسك بالإنسان وتُمسكه، وكيف تبدو الحياة بأكملها مُلتهبةً بالحقيقة. هناك سرٌّ، قوةٌ في الأمر تفوق إدراك البشر والملائكة.» ثم تحدث ببلاغةٍ أثّرت في الجمهور وأثارت حماسه. وفي تقريرٍ منفصلٍ عن المؤتمر، أُشير إلى أنه كان المتحدث الأخير في الاجتماع، وأن «خطابه كان فريدًا من حيث القوة الثاقبة وجمال اللفظ بين جميع الخطابات البليغة في المؤتمر»، وأن الرئيس قد توقف عن مراجعة الساعة للحد من عدد المتحدثين. وقد اشتكى كلا التقريرين من عدم تدوين الخطاب، ولكن أحدهما قال إنه يتتبع أدلة التجلي، مشيراً إلى استشهاد بلاد فارس، والحاجة إلى السلطة الإلهية لحل المشاكل الإنسانية، وحياة الشخصيات المركزية في الإيمان.
تم الاعتراف رسميًا بانضمام فاييل إلى الدين بعد سنوات، بعد أن أصرت غالبية جماعته على توقفه عن الترويج للدين.

#### غرين أكر والمساهمة في القيادة الوطنية
في صيف عام 1913، شعر البهائيون بقوة التنظيم لمحاولة الفوز بالسيطرة على مجلس إدارة غرين أكر. بعد ذلك، كتبت كيت إيفز، أول بهائية في بوسطن، رسالة إلى المحرر تدعو سكان بورتسموث إلى محاضرة حول الدين. في عام 1914، كان ألفريد إي. لونت سكرتيرًا للمؤتمر السنوي لانتخاب القيادة الوطنية وانتُخب هو نفسه بعد ذلك مع ويليام هنري راندال.
في ربيع عام 1915، اجتمع البهائيون لحضور معرض بنما والمحيط الهادئ الدولي ‏–وكان من بينهم هارلان أوبر وألفريد إي. لونت. كتب عبد البهاء رسالة عن المعرض يشكر فيها الحاضرين. بعد ذلك، ظهر راندال وأوبر وآخرون في غرين أكر. غيرت سارة فارمر وصيتها لتورث غرين أكر للبهائيين في حالة وفاتها وأرسلتها عائلتها قسراً إلى مؤسسة عقلية–في عام 1915، قاد راندال فكرة إنقاذها وتم تنفيذها بالتعاون مع راندال وليدو ومونتفورد ميلز، وفي النهاية جمع رئيس الشرطة والقاضي لمرافقة أمر المحكمة لتفعيل حريتها. وفي الوقت نفسه، خدم لونت مرة أخرى في المجلس الوطني للبهائيين هذه المرة كرئيس، وكان أوبر سكرتيرًا. وفي هذه الأثناء، كتب أوبر رسالة إلى محرر صحيفة بوسطن بوست حول الدين وغرين أكر. توفي المزارع بعد فترة وجيزة من إطلاق سراحه في عام 1916. قرأت كيت إيفز كلمة التأبين، وكان من بين الحضور لانت، وأوبر، وراندال، وآخرون من بوسطن والمنطقة. كان أوبر ضابطًا في غرين أكر إلى جانب لونت. عقد البهائيون اجتماعات للمؤتمر الوطني لعام 1917 في غرين أكر وبوسطن.

##### ألفريد إي. لونت
كان لونت موجودًا في جدول الصيف في غرين أكر في عام 1917، وأجرى برنامج جنازة هناك في يوليو 1918. ألقى لونت سلسلة من المحادثات في شيكاغو في مايو 1919، بالإضافة إلى مسألة الحد الأدنى للأجور في عام 1922.
كان لانت عضوًا بارزًا في مجلس أمناء غرين أكر عام 1925، وخدم في الجمعية الوطنية عام 1928. وفي عام 1930 ألقى لانت محاضرة في نيويورك، ونشر كتاب «البلاء الأعظم: دراسة في الاقتصاد البهائي والتنشئة الاجتماعية». وكان لانت حاضرًا في حفل تدشين معبد عام 1931. وفي عام 1937، كان لانت مرئيًا وهو يلقي محاضرة في نيويورك مرة أخرى.

##### وليام راندال
في عام 1917، لوحظ راندال وهو يلقي كلمة في مونتريال في مارس. انتُخب راندال مرة أخرى لعضوية المجلس الوطني، وفي ذلك العام انتُخب رئيسًا للمجلس. انتُخب راندال مرة أخرى، هذه المرة أمينًا للصندوق الوطني، في عام 1918. في عام 1919، رافق راندال فايل في رحلة حج، وقُرئت روايته حرفيًا في المؤتمر الوطني في الولايات المتحدة. أُدرج اسمه كجهة اتصال للإعلان عن الفعاليات وحجز الغرف في غرين أكر في عام 1920 من قِبل ألبرت فايل.
عُيّن راندال في مجلس الإشراف على دورية نجم الغرب البهائية عام 1922، وساهم بمقال عن غرين أكر. في عام 1923، عُيّن رئيسًا لمجلس إدارة غرين أكر بينما استمر في عمله أمينًا لصندوق المجتمع الوطني للجمعية الروحية الوطنية المعينة حديثًا. في عام 1925، أُعلن أن المكاتب الإدارية للدين ستُدار من غرين أكر.
شارك راندال أيضًا في مؤتمر سباق الصداقة لعام 1928 الذي عقد في غرين أكر. ربما كان آخر ظهور لراندال في أغسطس 1928 في إحياء ذكرى زيارة عبد البهاء إلى غرين أكر.
توفي راندال في الحادي عشر من فبراير عام 1929، وجاء في برقية من حضرة شوقي أفندي، رئيس الديانات آنذاك: «أشعر بحزن عميق لرحيل هاري راندال. خادم حضرة بهاءالله المحبوب والمبجل. أؤكد لعائلته وأصدقائه دعواتي الحارة وتعازي القلبية نيابةً عني وعن أوراقي المقدسة. أتقدم إليكم بوافر التعازي–توقيع حضرة شوقي».

##### الأوبر
انتُخب هارلان أوبر لعضوية المجلس التنفيذي الوطني في عام 1917، وكان حاضرًا في المؤتمر الوطني لعام 1919 الذي عقد في نيويورك والذي عُرضت فيه رسميًا ألواح الخطة الإلهية، وهي سلسلة من الرسائل حول نشر الدين داخليًا ودوليًا بعد الحرب العالمية الأولى، وبعد ذلك ألقى محاضرة في اجتماع شيكاغو في مايو. وصلت رسائل إلى أوبر تقترح أن يتبنى البهائيون «الأفعال وليس الأقوال» بعد أعمال الشغب العنصرية في الصيف الأحمر (1919) وسرعان ما عُقدت مؤتمرات الصداقة العنصرية.
في عام 1920، كان أوبر حاضرًا في سوريا لحضور حفل تكريم عبد البهاء. انتُخب راندال مرة أخرى في المجلس الوطني في عام 1920 كأمين صندوق وتحدث في المؤتمر.
في عام 1928 ألقى أوبر محاضرة في بروكلين، واستضافت جريس حفلًا اجتماعيًا مسائيًا في غرين أكر. ألقى أوبر محاضرة في بيتسبرغ، بنسلفانيا في عام 1929. في عام 1930 عاد أوبر إلى بنسلفانيا لإلقاء محاضرة أخرى، كما لوحظ في بروكلين.
في عام 1931 كان أوبر مع لويس جريجوري لإجراء محاضرة.
اشترت عائلة أوبر منزلًا بالقرب من غرين أكر في عام 1932 وسرعان ما أصبح هارلان يقرأ على الراديو في دبليو إتش إي بي أسبوعيًا بعد الظهر من الربيع إلى الخريف من عام 1933 إلى عام 1935، (مع فجوات عرضية). تحدثت جريس في فرع بورتسموث من هداسا وكان هارلان مرئيًا أيضًا في أحداث أخرى–جنازة، والعديد من سلاسل المحادثات في عام 1933. في عام 1933، قدم أيضًا سلسلة برامج عن «علم النفس والحياة» لجمعية ألفا بيتا النسائية ونادي السيدات.
في نوفمبر 1934، ألقى أوبر محاضرة في إليوت لجمعية المساعي المسيحية، وهو نادي زيتا ألفا للرجال في كنيسة المعمدانيين. قضت الأسرة الشتاء في نيويورك حتى فبراير 1935، وزارتهم ابنتهم الطالبة الجامعية في صيف عام 1935.
كان أوبر متحدثًا بديلاً في يناير 1936 في غرين أكر، وقاد جنازة هناك.
توفيت جريس فورًا بعد إلقائها محاضرة في المؤتمر الوطني البهائي في شيكاغو في أبريل 1938–وكان هارلان يخدم في الجمعية الروحية الوطنية بعد السفر في لويزفيل بولاية كنتاكي. ألقى هارلان محاضرته التالية في غرين أكر في يوليو من ذلك العام، (كما اشتهر أيضًا بأنه شخصية إذاعية)، وقام بجولة في الجامعات في ديسمبر 1938، وخدم في لجنة غرين أكر الصيفية للمدرسة في عام 1939. وفي ذلك الخريف، كان موجودًا في معرض البوابة الذهبية الدولي ‏ في أكتوبر مع لويس جي جريجوري، وتحدث في اجتماع مسائي. في عام 1940 ألقى محاضرة في معبد البهائيين،، وانتخب مرة أخرى للجمعية الوطنية.
في عام 1941، عُرف عنه أنه أحد أعضاء إدارة غرين أكر في الجمعية الروحية الوطنية للولايات المتحدة وكندا (كما كانت تُعرف آنذاك). تزوج ابنهما في أواخر الصيف. في يوليو 1942، ألقى محاضرة في غرين أكر، تلتها سلسلة من المحاضرات.
كان في اجتماع سباق الصداقة في غرين أكر في أغسطس 1942، وبعد ذلك مباشرة كان في جلسة عامة في غرين أكر.
كان أوبر واحدًا من بين العديد من الحاضرين في سلسلة من المحادثات عام 1943 في غرين أكر. وشملت سلسلة عام 1944 أوبر ونانسي بوديتش من بوسطن وألقى سلسلة لاحقة في مركز بورتسموث البهائي.
في عام 1945، قام أوبر برحلة إلى مونتانا، حيث ألقى محاضرة، ثم إلى أوتاوا في عام 1946، وحاول ترك انطباع جيد في جزيرة الأمير إدوارد (دون نجاح يُذكر). وفي عام 1947، كان في يوتا يلقي محاضرة.
بقي في منزله في صيف عام 1951، وأقام جنازة لويس جي جريجوري، والتي تبعها بسلسلة من المحادثات في غرين أكر بالإضافة إلى فرص أخرى. لمدة بضع سنوات، كانت الإشارات العامة إليه تقتصر على جنازتين أشرف عليهما، ولكن في عام 1956 ألقى سلسلة من المحاضرات.
في صيف عام 1961، التقى أحد رواد البهائية مع أوبر، الذي كان في رحلة إلى أفريقيا في ذلك الوقت.

### بعض الأفراد

#### نانسي بوديتش
تُعرف أيضًا باسم السيدة هارولد بوديتش (4 يوليو 1890 – 1 مايو 1979)، وكانت نانسي ابنة جورج دي فورست بروش الذي كان نشطًا في دبلن، نيو هامبشاير وكذلك في أوروبا.
تفاعلت عائلة بروش مع عبد البهاء والبهائيين أثناء وجودهم في دبلن في يوليو وأغسطس 1912، وخاصة خلال مسرحية سنوية في الهواء الطلق بالإضافة إلى زيارة لمزرعتهم، لكن زوجها الأول توفي بشكل غير متوقع في سبتمبر. انتقلت نانسي من مكان إلى آخر حتى تزوجت من خريج جامعة هارفارد الدكتور هارولد بوديتش في أكتوبر 1916.
أصبحت بوديتش أكثر انخراطًا في تصميم الأزياء للعروض المسرحية. وبينما كانت حياتها تسير على ما يرام، شعرت أيضًا «بنقصٍ ما في وجودي، ولم أستطع تحديده... فبدأت أبحث عن ذلك الرابط المفقود، فذهبت إلى معظم الكنائس وحضرت اجتماعاتٍ مختلفة... وسمعت عن اجتماعٍ سيُعقد في بوسطن حول الديانة البهائية».
لن أنسى أبدًا دخولي القاعة الكبيرة ورؤية حولي تجمعًا مختلفًا تمامًا عن جمهور بوسطن المعتاد. كان هناك أغنياء وفقراء، من جميع الأعراق. كان الكثير منهم من السود. استمعتُ إلى محاضرة رائعة عن الإيمان ألقاها السيد هاري راندال، وكنتُ في غاية السعادة! بعد ذلك، توجهتُ مباشرةً إلى طاولة بيع الكتب لأتعلم المزيد عن هذا الموضوع. اخترتُ أكبر عدد ممكن من الكتب التي يُمكنني حملها بسهولة إلى المنزل في الترام، ثم فوجئتُ، ولدهشتي، أنني لم أكن أملك المال الكافي لدفع ثمنها! أخبرني البائع في كشك الكتب أنه لا بأس بأخذها إلى المنزل ودفع ثمنها في الاجتماع التالي.
ربما كان هذا حدثًا استضافته جماعة البهائيين في بوسطن تحت مسمى «مؤتمر الوحدة العالمية» كجزء من سلسلة برعاية الجمعية الروحية الوطنية للبهائيين في الولايات المتحدة والتي تمت تغطيتها في نسخة بوسطن المسائية. ساعد راندال في تنظيم المؤتمر والتحدث فيه. ثم تنسب الفضل إلى راندال ولويز دريك رايت وشقيقتها السيدة جورج نيلسون لمساعدتها في التحقيق في الدين أثناء قراءتها لكتب مثل بهاءالله والعصر الجديد. انضمت رسميًا إلى الدين في عام 1929. كانت ظاهرة في مؤتمر الصداقة العرقية لعام 1930 الذي عقد في غرين أكر، وغادرت في رحلة حج بهائية في أواخر مارس 1931 مع ابنها البالغ من العمر 19 عامًا آنذاك. ابنتي العجوز. لقد أمضوا ثلاثة أسابيع في منطقة حيفا ثم غادروا عن طريق القدس متخذين طرق الحج المسيحية. ثم حضرت المؤتمر الوطني لعام 1931 حيث قدمت تقارير عن الأحداث في بوسطن بصفتها رئيسة جمعية بوسطن. كتبت عن رحلتها الحجية في نجمة الغرب في يوليو 1931، وتحدثت عنها في أغسطس.
وستواصل العمل مع الدين مع وجود فجوات عرضية في الذكر العام. في عام 1948 تم إدراجها كسكرتيرة مراسلة للمجموعة البهائية في بروكلين، ماساتشوستس، انتقل آل بوديتش إلى بيتربورو، نيو هامبشاير في جنوب الولاية في عام 1959، وحضروا المؤتمر البهائي العالمي عام 1963 مع حفيدتهم، وفي عام 1965 ظهرت نانسي في أول جمعية روحية محلية.
توفي هارولد في أغسطس 1964 وأصبح منزلهم في 12 شارع باين المركز البهائي الرسمي للمجتمع في عام 1967 حيث ألقى جاي مورشي محاضرة في حفل الافتتاح.
في عام 1970 حضرت العرض الرسمي لكتاب بهائي إلى الحاكم والتر ر. بيترسون الابن [الإنجليزية] ونشرت كتابًا عن والدها.
في عام 1972 اشتهرت بكونها من أصدقاء مكتبة بورتسموث، وتحدثت في ميريدن كونيتيكت عن ذكرياتها عن لقاء عبد البهاء، وساعدت في تصميم الأزياء المسرحية في كلية كين ستيت ‏.

#### أوربين ليدوكس
أوربان جيه. ليدوكس (13 أغسطس 1874–8 أبريل 1941)، المعروف لاحقًا باسم «السيد زيرو»، في إشارة إلى عدم رغبته في أن يكون اسمه بارزًا، كان مدفوعًا في وقت مبكر من سعيه لخدمة الإنسانية. بعد مراحل مختلفة من حياته المهنية في خدمة الآخرين، وصل إلى مرحلة الدبلوماسي المحترف. لقد تم التشكيك في نهجه في الدعوة إلى تطوير الأعمال كوسيلة لتعزيز مصالح الإنسانية، حيث كان من غير المجدي تحقيق أهداف أعلى ما لم يتم إحداث تحول شخصي. ترك الخدمة الدبلوماسية وسعى للعمل مع المنظمات غير الحكومية لتحقيق مصالح تجارية وسلامية. وبعد فترة وجيزة بدأ العمل مع البهائيين وكان حاضرًا أثناء الصراع حول وضع سارة فارمر كما هو مذكور أعلاه. وبعد ذلك بدأ في تأسيس مؤسسات تسعى إلى مساعدة الإنسانية، وكان أول ما ظهر في الأخبار هو البطالة بعد الحرب العالمية الأولى بين العمال والمحاربين القدامى الذين كانوا يعانون من الفقر في عام 1919.
لقد دافع عن الدين البهائي ولكن غالبًا ما كان يُساء فهمه، على الرغم من أنه فعل ذلك بفهم محدود لمبادئ الدين وشرع في تنظيم أحداث تهدف إلى زيادة الوعي بمعاناة العاطلين عن العمل في نيويورك وبوسطن. وقد اعتبرت جهوده مواجهة للغاية، وتم إيقاف فعالياته مرارا وتكرارا حتى عندما سعى إلى أن يكون أقل مواجهة وإجراء مناقشات مع القادة. تم تجديد العمل بكثافة أكبر خلال فترة الكساد الأعظم، لكنه كان في الستينيات من عمره بالفعل وتوفي بعد ذلك بفترة وجيزة. وقد تم تسجيل بعض أعماله ومغامراته في الصور وأفلام الأخبار. توفي سنة 1941.

#### سادي وماربي أوجليسبي
أصبح الأمريكيون من أصل أفريقي سادي (10 أبريل 1881–فبراير 1956) وماربي أوجليسبي (14 يناير 1870–19 مايو 1945) مهتمين بالدين في عام 1913، وانضموا إليه في عام 1917، وكانوا مرئيين في الصحف يلقيون محاضرات عن الدين منذ عشرينيات القرن العشرين طوال معظم حياتهم، وذهبت سادي في رحلة حج بهائية في مارس 1927 حيث كانت قضايا العرق جزءًا بارزًا من المحادثات وأن سادي يجب أن تبذل جهدًا أكثر انخراطًا نحو تشجيع البيض نحو هذه الوحدة وكذلك السود. كانت سادي هي الحاجة السوداء الثالثة، وأول امرأة سوداء، وأول حاج أسود يلتقي شوقي أفندي كرئيس للدين. كان مابري حمالًا في قطار بولمان للسكك ‏ الحديدية ورئيسًا لفرع بوسطن لجماعة حمالي عربات النوم ‏ في عام 1936. عملت سادي أيضًا كممرضة ومعلمة. تزوج الزوجان في واشنطن العاصمة عام 1901 كما انتُخب كلاهما أيضًا لعضوية الجمعية الروحية في بوسطن على مدار سنوات عديدة، حيث عملت سادي غالبًا كسكرتيرة وأحيانًا كأمينة صندوق. علق لويس جي جريجوري على أن مجتمع البهائيين في بوسطن كان متكاملاً بحلول عام 1935 مع وجود نسبة كبيرة من الملونين وإلى حد كبير من خلال عمل سادي.

#### جيمس فيرديناند مورتون
ابتداءً من عام 1907، نشر جيمس فرديناند مورتون (18 أكتوبر 1870 – 7 أكتوبر 1941) سلسلة من المقالات تحت عنوان «شظايا السيرة الذاتية العقلية» في مجلة تسمى الميزان والتي توضح خلفيته الدينية بدءًا من تراث العائلة المعمدانية، ويمر عبر أقارب الوحدويين، واستكشاف الثيوصوفية، (كان رئيسًا لجمعية بوسطن الثيوصوفية في عام 1895) ووضع يسوع وبوذا بين أولئك الذين كانوا على أعلى مستوى من إعجابه حتى لو وجد خطأ في جميع الكتب المقدسة والدين المنظم. في هذه الفترة كان مورتون ملحدًا «مبشرًا» متحمسًا، وكثيرًا ما كان يتحدث ضد الدين، لكنه واجه بالفعل الدين البهائي الذي:
في البداية، نظرتُ إليها باهتمامٍ مُسلٍّ، كواحدةٍ من طوائفٍ صغيرةٍ عديدة؛ لكنني وجدتُ نفسي تدريجيًا منجذبًا إليها أكثر فأكثر. كان في موقفها اتساعٌ لم أجده في أي مكانٍ آخر. لقد مثّلت مكانًا لأفضل ما في المسيحية واليهودية والمحمدية والبوذية والفكر الحر وغيرها، ولم تُحارب أيًا منها، بل وجدتُ كلًا منها مفيدًا تمامًا للخطة الروحية الأوسع للكون. إنها المُصالح والمُنسّق العظيم. لقد وجدتُ فيها ملجأً لطالما بحثتُ عنه عبثًا لسنواتٍ طويلةٍ مضطربة. إنها تزيد، بدلًا من أن تُنقص، شغفي لمواصلة البحث عن الحقيقة دون تحيز، وللعمل بنشاطٍ في جميع فروع الخدمة الإنسانية. لا أجد أي عيبٍ في اختلاف استنتاجات مُحبي الحقيقة الآخرين، وأنا مستعدٌّ للعمل معهم جميعًا كلما سنحت الفرصة. (حوالي عام 1910)
لقد اعتنق الدين في وقت لاحق من حياته. كان مورتون واضحًا في الدوائر البهائية منذ عام 1915 في برنامج المقدمين في غرين أكر.

### تقدم المجتمع المحلي
في عام 1913 استأجرت جماعة البهائيين في بوسطن غرفة في شارع هنتنغتون لعقد اجتماعاتها العامة الأسبوعية، ثم انتقلت في عام 1914 إلى مبنى إس إس بيرس في ساحة كوبلي.
في عام 1917، لوحظ أن مجتمعات بوسطن الكبرى أرسلت مندوبين إلى المؤتمر الوطني: وفد مشترك من بيفرلي-سالم (كلارنس إتش. لونت، إد. دي. ستروفن)، بوسطن نفسها (دبليو إتش راندال، إيه دبليو راندال)، كامبريدج (إم إيه دوير)، دبلن، نيو هامبشاير (فرانك إيه. تشانت، ليونا سانت سي بارنيتز)، إليوت، مين (كيت سي آيفز)، وورسيستر، ماساتشوستس (هوارد ستوفين، هيلين سي جرين).
نشرت صحيفة بوسطن بوست، في أكتوبر 1918، خبر نجاة عبد البهاء قرب نهاية الحرب العالمية الأولى. في عام 1919، استأجر مجتمع البهائيين في بوسطن منزلًا مكونًا من اثنتي عشرة غرفة في 120 شارع تشارلز، واستمر في ذلك حتى أوائل عام 1920. وفي شهر يوليو، عُقد اجتماع في فندق فيكتوريا. وقد أشار تقرير صحيفة بوسطن بوست إلى عودة الحجاج البهائيين بحلول نهاية العام، بما في ذلك السيدة سي إتش كوبر.، إتش إس جودال، وأيه جيه فرانكلاند. بحلول أوائل عام 1921، عُقدت سلسلة أكثر استدامة من الاجتماعات في قاعة تشونسي في 585 شارع بويلستون (الموطن السابق لاجتماعات حق الاقتراع المحلية)، مساء يوم الأحد. وفي شهر ديسمبر/كانون الأول، كانت هناك تغطية إعلامية لوفاة عبد البهاء في مدينة فريتشبورغ المجاورة.
في عام 1919، استأجرت جماعة البهائيين في بوسطن منزلًا مكونًا من اثنتي عشرة غرفة في 120 شارع تشارلز واستمرت في أوائل عام 1920. وفي يوليو، عُقد اجتماع في فندق فيكتوريا. وقد أشارت صحيفة بوسطن بوست إلى عودة الحجاج البهائيين بحلول نهاية العام، بما في ذلك السيدة سي إتش كوبر، وإتش إس جودال، وأيه جيه فرانكلاند. وبحلول أوائل عام 1921، عُقدت سلسلة أكثر استدامة من الاجتماعات في قاعة تشونسي في 585 شارع بويلستون، (الموطن السابق لاجتماعات حق الاقتراع المحلية)، مساء الأحد. وكان هناك تغطية إعلامية في ديسمبر لوفاة عبد البهاء في مدينة فريتشبورغ المجاورة.
في عام 1926، استضافت جماعة البهائيين في بوسطن «مؤتمر الوحدة العالمية» كما هو مذكور أعلاه، حيث تعرفت نانسي بوديتش على الدين. انعقد الاجتماع الأول الذي استمر يومًا كاملاً في قاعة شتاينرت ‏، والثاني في الكنيسة الوحدوية الثانية ‏، والثالث في كنيسة الفداء ‏ حيث ترأس راندال اليوم.
في عام 1939 قامت لويز إريكسون برحلة حول نيو إنجلاند للترويج للدين.
في عام 1940 تم تأسيس الجمعية الروحية المحلية في بوسطن، وأقام المجتمع «يوم الوحدة العرقية» الخاص به في عام 1945.
في عام 1950، تم تأسيس مركز بوسطن البهائي في 116 شارع الكومنولث وعقد مؤتمر إقليمي في أغسطس 1951 في فريتشبورج مع البهائيين من المنطقة وخارجها. في مارس/أبريل 1952، أُجريت مقابلة مع الجمعية الروحية البهائية في بوسطن لبرنامج «عالمنا المؤمن» على محطة دبليو بي زد- تي في.

#### جاي مورشي
جاي مورتشي (الابن)، (25 يناير 1907–8 يوليو 1997)، نجل إثيل أ. وجاي مورتشي الأب. كانت الأخت مورتشي قريبة من الرئيس ثيودور روزفلت لدرجة أنه أثناء توليه منصب الرئيس، حضر ثيودور روزفلت وزوجته معمودية جاي الابن. نشأ جاي جونيور كأسقفي، وحضر مدرسة كينت ‏، والتي كانت في ذلك الوقت مخصصة «للصبيان فقط»، وتخرج من جامعة هارفارد في عام 1929. بدأ اهتمام مورتشي بالدين البهائي عندما كُلِّف بكتابة مقال عن دار العبادة البهائية في ويلميت، إلينوي حوالي عام 1938، ثم انضم رسميًا إلى الدين عام 1939. لقد انبهر بالصفات الفريدة للمعبد كونه مزيجًا من الأساليب الشرقية والغربية، ووسع اهتمامه عندما ارتفعت رؤيته للوحدة البيولوجية للبشرية إلى تأكيد روحي  في عام 1946، انتقل مورشي وزوجته باربرا كوني إلى بيبرل، ماساتشوستس، وعملوا في المدرسة الثانوية. على الرغم من أن كوني ومورشي انفصلا في عام 1947. في عام 1954 قام مورشي بجولة في إيران لزيارة العديد من المواقع المقدسة للبهائيين. أصبحت مذكراته اليومية عن رحلاته أساسًا لسلسلة من المقالات في الستينيات وما بعدها. لكن ابتداءً من عام 1955 بدأ في إظهار اختياره للدين بشكل أكثر علنية–حيث أشارت إليه العديد من القصص الإخبارية في وسائل الإعلام الأوسع نطاقًا والتي تابعها البهائيون عن كثب. ومع ذلك، لم يصبح أكثر شهرة حتى وفاة والده في عام 1958–ولا سيما تصريحه العلني في عام 1958 في صحيفة شيكاغو تريبيون «أنا بهائي».

#### ماثيو بولوك الأب
برز ماثيو واشنطن بولوك (11 سبتمبر 1881 في دابني، كارولاينا الشمالية ‏–17 ديسمبر 1972، ديترويت، ميشيغان ) في العديد من المجالات، معظمها في منطقة بوسطن الكبرى طوال معظم حياته، وكثير منها مع حالات العنصرية التي عارضت حياته ومهارته، والتي استمر فيها رائدًا للعدالة والإنسانية. بدأ مسيرته مع كرة القدم الأمريكية ولعبها وتدريبها، وحقق إنجازات أولى، وحصل على درجات علمية من جامعة دارتموث (1904) وكلية الحقوق بجامعة هارفارد (1907)، وخدم في كلية مورهاوس وجامعة ألاباما آند إم، وخلال الحرب العالمية الأولى، ثم شغل مناصب مختلفة في حكومة ولاية ماساتشوستس لمدة بلغت 26 عامًا، وأبرزها مجلس الإفراج المشروط بالولاية بما في ذلك 5 سنوات كرئيس له، وكان معروفًا محليًا ثم على المستوى الوطني كعضو في الرابطة الحضرية الوطنية وقيادة نقابة المحامين في ماساتشوستس ‏. وبينما كانت العديد من هذه الأنشطة مستمرة، انضم إلى الديانة البهائية في عام 1940 بعد عضويته في الكنائس المسيحية المختلفة. بدون أي ترشح انتخابي في الإدارة البهائية، بعد عقد وعام من خدمته في الجمعية الروحية البهائية في بوسطن ولجنة التدريس الإقليمية، تم انتخابه لعضوية الجمعية الروحية الوطنية للبهائيين في الولايات المتحدة. في فترة ولايته الثانية، وبعد الحج والمشاركة في المؤتمر البهائي الدولي في أوغندا، وخدمته في أفريقيا وتكريس بيت العبادة البهائي في ويلميت، استقال مع العديد من زملائه ليكون رائداً خلال الحملة العشرية التي تم تعيينه فيها فارسًا من فرسان بهاء الله لأنه اختار أرضًا عذراء. بعد عودته إلى وطنه قام بجولات في الشمال والجنوب في أمريكا للترويج للدين، وقضى سنة أخيرة في خدمة حكومة الولاية، ثم حصل على درجتين فخريتين–الأولى من كلية الحقوق بجامعة هارفارد والثانية من كلية دارتموث. لقد دُفن في بوسطن.

### زيادة الاعتراف
في عام 1960، قامت يد القضية، وهي بهائية بارزة ومعروفة، أمة البهاء روحية خانوم بزيارة مجتمع البهائيين في بوسطن وقدمت العديد من المحاضرات خلال زيارتها.
يبدو أن أول مقال في صحيفة هارفارد كريمسون ‏ يشير إلى الدين كان يتعلق بالاضطهاد البهائي في المغرب، تلاه إشعار بحضور بهائيي هارفارد المؤتمر البهائي العالمي الأول، وكلاهما في عام 1963، بما في ذلك سام ماكليلان، ابن شقيق ألبرت فايل.
وفي عام 1965، تم عقد أول اجتماع في فيتشبورغ.
وفي عام 1966 انعقد مؤتمر إقليمي آخر.
في عام 1967، نقل البهائيون في بوسطن مركزهم إلى شارع سانت بوتولف رقم 40.
كان لدى كلية بوسطن فصل دراسي عن الدين حوالي عام 1968.
منذ عام 1963، كان آخر ذكر للدين في صحيفة هارفارد كريمسون ‏ في عام 1970. وتمت متابعته في عام 1971 و1973.
غادر عدد من البهائيين من بورتسموث، نيو هامبشاير–السيد والسيدة دانييل ميلدن مع الأطفال ستيف ولاوجل، وإليزابيث فريزر، وروث سيلفا–لحضور مؤتمر للبهائيين في ولاية كارولينا الجنوبية في ربيع عام 1970 في بداية فترة النمو المكثف للدين هناك. عقدت منظمة الوحدويين العالميين المحلية اجتماعًا حول الدين في عام 1971 وكان دوايت دبليو ألين، من كلية التربية بجامعة ماساتشوستس آنذاك، من بين المتحدثين حول الدين.
عقدت منظمة الوحدويين العالميين المحلية اجتماعًا حول الدين في عام 1971 وكان دوايت دبليو. ألين، الذي كان آنذاك من كلية التربية بجامعة ماساتشوستس، من بين المتحدثين حول الدين.
في عام 1974، أقيم معرض «أيام إيبسويتش القديمة» المحلي في إيبسويتش، ماساتشوستس، ‏ بمشاركة بهائية، بينما عزفت فرقة البهائيين سيلز وكروفتس في قاعة بوسطن للموسيقى في شهر مارس.
في عام 1977 أنشأ مركز بوسطن البهائي مكتبة للإقراض بالإضافة إلى برامج منتظمة للأطفال وأنشطة جماعية لتعزيز الوعي بالدين.
حوالي عام 1983، لوحظ أن جمعية هارفارد-رادكليف البهائية (نادي جامعي) تضم 12 عضوًا. وقد تم تسليط الضوء على النادي بشكل أكبر في عام 1987.
في عام 1986 أصدر مجلس مدينة كامبريدج ورئيس البلدية إعلانًا يوصيان فيه المدينة بأكملها بقراءة وعد السلام العالمي، الذي كتبه بيت العدل الأعظم، الرئيس الحالي للدين آنذاك... كما نُشر مقال في صحيفة المرتفعات يتناول حياة طالب جامعي من إيران في كلية بوسطن، واجتماعًا في الحرم الجامعي حول الدين.
في عام 1988 اختارت الجمعية الوطنية للولايات المتحدة مدينة بوسطن من بين أربع مراكز رئيسية لتوسيع الدين، وعقدت مؤتمرا حضره نحو 800 بهائي.
في عام 1990، نقل البهائيون في بوسطن مركزهم إلى 495 شارع كولومبوس، وتم نقله مرة أخرى في عام 1993 إلى موقعه الحالي في 595 شارع ألباني.

## المجتمع الحديث
في تسعينيات القرن العشرين، كان البهائيون الذين يدرسون في جامعة هارفارد يُشار إليهم أحيانًا في صحيفة هارفارد كريمسون، سواء من خلال التعليق على القضايا في الحرم الجامعي، أو من خلال تسليط الضوء على اضطهاد البهائيين في إيران. في عام 2002، تم تضمين الكلمات البهائية في إحياء ذكرى أحداث 11 سبتمبر في الحرم الجامعي. في عام 2004، تم تقديم ملف عن طالب اعتنق الإسلام في المدرسة الثانوية أثناء عام قضاه في الخارج في جمهورية التشيك في مجلة هارفارد كريمسون. في عام 2005، شاركت الجمعية البهائية في رعاية «الإيمان في العمل»، وهو يوم مخصص لمشاريع الخدمة، كما دعمت أيضًا المناقشات بين الأديان. في عام 2006، ودون الإشارة إلى النادي البهائي، خرجت مجموعات الحرم الجامعي لدعم حفل حرية إيران في حرم جامعة هارفارد، ولاحظت عددًا من القضايا المتعلقة بالمعهد البهائي للتعليم العالي في إيران. تم تصنيف البهائيين على أنهم من أتباع الديانة الإبراهيمية في عام 2006. تم تسليط الضوء على النادي مرة أخرى من قبل صحيفة هارفارد كريمسون في عام 2007، عندما كان يضم ستة أعضاء فقط واثنين في الخارج، وأفادت التقارير أنه كان لا يزال نشطًا في دعم الأحداث بين الأديان. في عام 2011، لوحظ دعم راين ويلسون للأحداث المتعلقة بحرية التعليم في إيران، بما في ذلك المعهد البهائي للتعليم العالي، في حرم جامعة هارفارد.
من عام 1996 وحتى الوقت الحاضر، تبنى مجتمع البهائيين في منطقة بوسطن الكبرى نهجًا منهجيًا لتنمية المجتمع على مستوى القاعدة الشعبية، متجذرًا في المجتمعات البهائية في جميع أنحاء العالم، ويستند إلى أربعة أنشطة أساسية: حلقات الدراسة، وفصول الأطفال، ومجموعات الشباب الصغار، والاجتماعات التعبدية.
في عام 2008، شاركت جماعة البهائيين في بوسطن في المؤتمرات الإقليمية في ستامفورد بولاية كونيتيكت والتي عقدها بيت العدل البهائي العالمي. في عامي 2011 و2012، كانت جامعة بوسطن ومعهد ماساتشوستس للتكنولوجيا من بين المدن التي شهدت حملة حول العوائق التي تحول دون التعليم الجامعي في إيران، والتي كان المعهد البهائي للتعليم العالي بمثابة استجابة لها. كما تم عقد مؤتمر إقليمي للشباب في عام 2013. تم إعادة تأسيس نظام مؤتمر الصداقة العرقية المُصلح من قبل المركز الوطني للصداقة العرقية بدءًا من عام 2010، مما ساعد في تأسيس احتفال ولاية ماساتشوستس بيوم الصداقة العرقية في عام 2015، واستمرار الاحتفال به، بالإضافة إلى فيلم وثائقي تم بثه على الصعيد الوطني حول العلاقات العرقية الإيجابية، قصة أمريكية : سباق الصداقة والتقاليد الأخرى ومشروع آخر للمؤتمرات في تينيسي وتكساس وجورجيا، وقناة على اليوتيوب.

### التركيبة السكانية
لا توجد مقاطعة تصل فيها نسبة البهائيين إلى 1% في المنطقة، ولكن هناك عدد أكبر من البهائيين لكل فرد في جنوب نيو هامبشاير. أقل في ماساتشوستس، ضمن هذا النمط الواسع هناك اختلافات كبيرة–المقاطعات حيث يكون عدد البهائيين على مستوى المقاطعة للفرد أعلى أو أقل من المتوسط عدة مرات. في مقاطعة فرانكلين، ماساتشوستس ومقاطعة هامبشاير، ماساتشوستس هناك تركيز للبهائيين أعلى بخمس مرات من متوسط تلك الولاية، وحتى مقاطعة بريستول، ماساتشوستس ومقاطعة بليموث، ماساتشوستس بنحو نصف المتوسط. في أحد طرفي المنطقة الكبرى، في ولاية رود آيلاند، يتراوح عدد البهائيين للفرد الواحد من أعلى قليلاً من متوسط رود آيلاند في نيوبورت، رود آيلاند، إلى أدنى مستوى في مقاطعة بريستول، رود آيلاند عند نصف متوسط تلك الولاية. وعلى الطرف الآخر من المنطقة الكبرى في جنوب نيو هامبشاير، تتراوح أعداد البهائيين للفرد الواحد من أعلى مستوى لها في مقاطعة بيلكناب، نيو هامبشاير إلى أدنى مستوى لها عند ثلث مثيلتها في مقاطعة روكنغهام، نيو هامبشاير.
في ولاية ماساتشوستس، بالإضافة إلى بوسطن، توجد اليوم جمعيات روحية محلية، وهي الهيئة الإدارية المحلية، في بروكلين، وكامبريدج، ومالدين، وميدفورد، ونيوتن، وسومرفيل، ووالثام، وواترتاون.

## للقراءة الإضافية
- Anne Gordon Perry؛ Rosanne Adams-Junkins؛ Robert Atkinson؛ Richard Grover؛ Diane Iverson؛ Robert H Stockman؛ Burton W.F. Trafton Jr. (2012) [1991]. Green Acre on the Piscataqua (ط. 3rd). Baha'i Publishing Trust. ISBN:978-0-87743-364-4. مؤرشف من الأصل في 2023-12-09.
- Bahiyyih Randall Winckler (1 سبتمبر 1996). William Henry Randall: Disciple of ʻAbdu'l-Baha'. Oneworld Publications. ISBN:978-1-85168-124-2. مؤرشف من الأصل في 2023-08-26.
- M. Hussein Ahdieh (1987). ʻAbdu'l-Bahá in New York: The City of the Covenant. Spiritual Assembly of the Baháʼís of the City of New York. مؤرشف من الأصل في 2023-08-26.
- O. Z. Whitehead (1 يناير 1976). Some Early Baha'is of the West. Ronald. ISBN:978-0-85398-065-0. مؤرشف من الأصل في 2023-08-26.

## وصلات خارجية
- جماعة بوسطن البهائية
- البهائيون في كامبريدج، ماساتشوستس
- جماعة كونكورد البهائية
- مدرسة غرين أكر البهائية، مركز الخلوة والمؤتمرات
- جمعية البهائيين في معهد ماساتشوستس للتكنولوجيا ويحتوي على معلومات الاتصال لـ: جمعية بوسطن البهائية، وبهائيي جامعة برانديز، وبهائيي جامعة هارفارد ورادكليف، والبهائيين التابعين لجامعة هارفارد الطبية، وبهائيي جامعة نورث إيسترن، وبهائيي جامعة تافتس، وبهائيي جامعة ماساتشوستس بوسطن، وبهائيي كلية ويلسلي.